# Муосоки
Муосоки — река в России, протекает по Верхнекетскому району Томской области. Устье реки находится в 76 км по правому берегу реки Ингузет. Длина реки составляет 34 км.

## Данные водного реестра
По данным государственного водного реестра России относится к Верхнеобскому бассейновому округу, водохозяйственный участок реки — Кеть, речной подбассейн реки — бассейн притоков (Верхней) Оби от Чулыма до Кети. Речной бассейн реки — (Верхняя) Обь до впадения Иртыша.